# Mieczysław Stępniewski
Mieczysław Stępniewski (ur. 1919, zm. 31 marca 2013) – polski inżynier, główny konstruktor Warszawskiej Fabryki Pomp, wieloletni wykładowca Politechniki Warszawskiej. 
Autor podręcznika Maszynoznawstwo : dla technikum gospodarki wodnej (Państwowe Wydawnictwo Szkolnictwa Zawodowego, Warszawa 1971) i popularnego, wznawianego podręcznika akademickiego Pompy (Wydawnictwa Naukowo-Techniczne, Warszawa, 1978).
Pogrzeb Mieczysława Stępniewskiego odbył się 11 kwietnia 2013 na Cmentarzu Komunalnym Północnym, na warszawskiej Wólce Węglowej.